# Sergio Civinini
Sergio Civinini (Pistoia, 4 luglio 1929 – Roma, luglio 1987) è stato un giornalista e scrittore italiano.

## Biografia
In giovane età rimase orfano di padre e venne iscritto in un collegio. Non compì gli studi a causa dei problemi economici e quindi lavorò come manovale.
Nel dopoguerra iniziò a frequentare il caffè del Globo a Pistoia e conobbe pittori ed altri scrittori come Marcello Pacini e Marcello Venturi. Volle anch'egli diventare scrittore e pubblicò dei racconti a partire dal 1947. Contemporaneamente cominciò la carriera giornalistica. Si trasferì a Firenze, Grosseto e La Spezia. Dal 1964 visse a Roma dove morì nel luglio del 1987 a solo 58 anni e fu sepolto a Pistoia.

## Attività Letteraria
Manifestando già in giovane età delle attività letterarie pubblicò i suoi primi racconti nel 1947 su "Il Nuovo Corriere" diretto da Romano Bilenchi. Nel 1955 fu stampata nella collana I gettoni di Elio Vittorini una sua raccolta di otto racconti sotto il titolo "Stagione di mezzo". Nel 1964 venne pubblicata una seconda raccolta di racconti dal titolo "Una sera con te". Il suo romanzo "L'ultimo volo del gabbiano" rimase inedito ed è conservato presso l'archivio di famiglia. 
Le sue opere sono scritte alla maniera neorealista e risentono della sua autobiografia.
Prese il Premio Prato per un racconto scritto a quattro mani con Ottavio Cecchi dal titolo "Sciopero delle dieci".

## Attività giornalistica
Iniziò la sua carriera da giornalista presso la redazione "Toscana Nuova". Nel 1954 lavorò per un anno a Firenze per "L'Unità". Dal 1955 al 1960 fu responsabile del "Nuovo Corriere" di Romano Bilenchi a Grosseto e dal 1960 al 1963 ebbe l'incarico di caporedattore de "Il Paese" a La Spezia. A partire dal 1964 fece il giornalista agricolo e fu caporedattore de "Il giornale dei contadini" che poi fu intitolato "Nuova Agricoltura", una rivista quindicinale con rubriche fisse come "Agricoltura in Parlamento" curato da Enrico Ardù e "I libri e le idee" di Ottavio Cecchi.
Come giornalista agricolo pubblicò nel 1977 il libro Chi ruba sulla spesa.

## Filmografia
Assieme a Paolo Giordano scrisse la sceneggiatura del film Il sesso del diavolo - Trittico, 1971, regia di Oscar Brazzi.

## Opere edite
- Stagione di mezzo, Torino, Einaudi, 1955.
- Una sera con te, Firenze, Vallecchi, 1964.
- Chi ruba sulla spesa (con Benvenuto Benvenuti) Firenze, Vallecchi 1977.
- Una volta sono stato ragazzo e altri racconti, con una nota di Ottavio Cecchi, Bandella di Fabrizio Iacuzzi, Pistoia, Via del Vento Edizioni, 1995.
- L'operaio muto. Un compagno, a cura di Giovanni Capecchi, Pistoia, Via del Vento Edizioni, 2009.[18]